# Ізабель Герле
Ізабель Герле (нім. Isabelle Härle, 10 січня 1988) — німецька плавчиня.
Учасниця Олімпійських Ігор 2016 року.
Чемпіонка світу з водних видів спорту 2013, 2015 років, призерка 2011 року.
Чемпіонка Європи з водних видів спорту 2014 року.